# Acolastus nigrolineatus
Acolastus nigrolineatus is een keversoort uit de familie bladkevers (Chrysomelidae). De wetenschappelijke naam van de soort werd in 1944 gepubliceerd door Gilbert Ernest Bryant.